# 國立臺南護理專科學校
國立臺南護理專科學校（英語：National Tainan Junior College of Nursing），簡稱國南護或臺南護專，創立於1952年6月，位於臺灣臺南市中西區。為臺灣唯一一所國立護理專科學校，目前招生學制包含五年制副學士班（五專）、二年制副學士班（二專），五年制副學士班（五專）設有護理科、化妝品應用科、老人服務事業科；二年制副學士班（二專）設有化妝品應用科、老人服務事業科(108學年度起停招二專夜間部)。110年8月1日新設二專進修部老人服務事業科及五專日間部老人服務事業科增開原住民專班1班。

## 學校象徵
國立台南護專校徽設計以十字醫護形作為主體造型架構。白色的十字形，指白衣天使純潔、高尚、堅毅、無私、神聖的精神表徵。右上角和左下角的加入，弧線形的護士帽，呈互動交流狀，表現出積極醫護的行動力和技術提升的勤勉精進。圓形互動，表現全方位專業照拂、追求醫護的圓滿周到，及團結向心力。十字形由尖狀 T 字組成，T代表台南。標準色由清新健康的藍色系和溫暖柔和的粉紅色組成，粉紅色指具愛心關懷、信心照護的護理人才。
校訓：誠正、博愛、勤慎、負責

## 校史
1952年6月1日創立「臺灣省南部醫事人員預備訓練班」。
1953年8月1日改制為「臺灣省立臺南高級護理職業學校」設護理科。
1956年8月增設助產特科（該科於1972年停招）。
2000年2月1日改制為「國立臺南高級護理職業學校」。
2000年8月1日改制為「國立臺南護理專科學校」招收五年制日間部護理科及二年制日間部護理科。
2000年增設二年制夜間部護理科。
2003年增設二年制護理科在職專班。
2005年停招二年制護理科在職專班。
2008年「護理科」停招二年制日夜間部，只招收五專日間部學生，並開始招收男生。
2008年8月1日新設二專日夜間部「化妝品應用科」，並開始招收男生。
2009年8月1日新設二專夜間部「老人照顧科」。
2010年8月1日新設五專日間部「化妝品應用科」。
2013年8月「老人照顧科」更名為「老人服務事業科」。
2014年8月1日新設五專日間部「老人服務事業科」。

## 歷任校長
| 任別 | 姓名   | 任期                  |
| ---- | ------ | --------------------- |
| 1    | 鍾信心 | 1953年8月-1957年5月   |
| 2    | 李美利 | 1957年5月-1969年10月  |
| 3    | 陶叔英 | 1969年10月-1976年10月 |
| 4    | 金春華 | 1976年10月-1980年8月  |
| 5    | 方惠卿 | 1980年8月-2000年8月   |
| 6    | 沈清良 | 2000年11月-2006年11月 |
| 7    | 陳文貴 | 2006年11月-2018年11月 |
| 8    | 黃美智 | 2018年11月-迄今       |

## 學院簡介

### 二年制副學士班 （二專）
- 化妝品應用科 Department of Applied Cosmetology
- 進修部老人服務事業科

### 五年制副學士班 （五專）
- 護理科 Department of Nursing
- 化妝品應用科 Department of Applied Cosmetology
- 老人服務事業科 Department of Senior Citizen Service Management

## 教學單位
| 教學單位 | 護理科 Department of Nursing 基本護理組 Fundamentals of Nursing 內外科護理組 Medical and Surgical Nursing 產兒科護理組 Maternity and Pediatric Nursing 公衛與精神科護理組 Public Health and Psychiatric Nursing 基礎醫學組 Basic medical science | 化妝品應用科 Department of Applied cosmetology（页面存档备份，存于） |
| 教學單位 | 老人服務事業科 Department of Senior Citizen Service Management（页面存档备份，存于） | 通識教育中心 Center for General Education                            |

## 行政單位
| 行政單位 | 校長室 President Office | 副校長室 Vice President Office    |
| 行政單位 | 秘書室 Secretariat Office | 教務處 Office of Academic Affairs |
| 行政單位 | 學生事務處 Office of Student Affairs                                                                                             | 總務處 Office of General Affairs  |
| 行政單位 | 實習就業輔導處Practicum and Internship Division                                                                                  | 圖書資訊中心 Libraries            |
| 行政單位 | 臺南護理專科學校圖書館NTIN LIB.（页面存档备份，存于）                                                                            | 人事室 Personnel Department       |
| 行政單位 | 主計處 Accounting Department | 研究發展處 Studies Division       |
| 行政單位 | 環境安全衛生中心 Environmental Protection and Occupational Safety and Health Center/Environmental and Occupational Health Center | 校友會 Alumni                     |
| 行政單位 | |                                   |

## 學校環境
目前校園內共有10棟建築物。
- 文心樓有1間視廳教室、2間社團活動空間、3間體育專用教室
- 弘景樓有4間一般教室、3間實驗教室及1間活動中心
- 蔻思樓有5間專業教室、1間視廳教室
- 旭光樓有14間一般教室及2間階梯教室、3間實驗室及1間演講廳
- 圖書資訊大樓有圖書館空間、2間電腦教室、4間專業教室
- 紅樓、信心樓等，教師研究室計55間分散各棟大樓
- 晨曦樓有13間普通教室、14間專業教室、1間國際會議廳
- 宿舍大樓共有540床位，並附設餐廳。

## 南護校友會
南護校友會創立於省立台南高級護理學校時期，於2015年向內政部申請立案為非營利之全國性社會團體，由蔡秀美校友擔任第一及第二任理事長，目前的理事長是第三任由黃秀麗校友擔任。

## 外部連結
- 國立臺南護理專科學校 National Tainan Junior college of Nursing（页面存档备份，存于）
- 臺南護理專科學校護理科資訊網 Department of Nursing
- 臺南護理專科學校化妝品應用科 Department of Applied cosmetology
- 臺南護理專科學校老人服務事業科 Department of Senior Citizen Service Management（页面存档备份，存于）
- 臺南護理專科學校通識教育中心 Center for General Education（页面存档备份，存于）
- National Tainan Junior College of Nursing (2021).校長室.https://www.ntin.edu.tw/administration_president1.aspx?id=456
- National Tainan Junior College of Nursing (2021).護理科資訊網.https://nursing-www.ntin.edu.tw/
- National Tainan Junior College of Nursing (2021).關於南護.https://www.ntin.edu.tw/about.aspx/

22°59′43″N 120°12′26″E / 22.995401°N 120.207348°E